# Комушина Горња
Комушина Горња је насељено мјесто у општини Теслић, Република Српска, БиХ. Према попису становништва из 2013. у насељу је живјело свега 27 становника.

## Становништво
| Националност       | 1991. | 1981. | 1971. | 1961. |
| Хрвати             | 1.183 | 1.957 | 1.033 |       |
| Срби               | 2     | 7     | 1     |       |
| Југословени        | 10    | 2     |       |       |
| остали и непознато | 1     | 3     | 1     |       |
| Укупно             | 1.196 | 1.969 | 1.035 | '     |

| Демографија | Демографија | Демографија |
| Година      | Становника  | Становника  |
| ----------- | ----------- | ----------- |
| 1961.       | 936         |             |
| 1971.       | 1.035       |             |
| 1981.       | 1.969       |             |
| 1991.       | 1.196       |             |